# Go-Toba
Go-Toba (6. srpen 1180 – 28. březen 1239) byl v pořadí 82. japonským císařem. Vládl od 20. srpna 1183 do 11. ledna 1198. Jeho vlastní jméno bylo Takahira.

## Císařův život
Go-Toba byl čtvrtým synem císaře Takakury. Go-Toba usedl na trůn ve věku tří let místo císaře Antokua, který abdikoval během tzv. Genpeiské války. Zpočátku za něj vládl Go-Širakawa jako klášterní císař. Krátce po smrti Go-Širakawy zřídil Joritomo Minamoto první šógunát. Císař se stal jen loutkou na trůně, fakticky neměl žádnou moc. V roce 1198 šógun donutil Go-Tobu k abdikaci. Ten se ale u moci udržel stejně, protože v období 1198–1221 se na trůně vystřídali tři další císaři a za všechny vládl jako klášterní císař právě on. V roce 1221 dosadil šógun na trůn tříletého Čúkjóa. Go-Toba se tentokrát rozhodl pro riskantní krok. Vyvolal rebelii, jejímž cílem bylo sesadit kamakurský šógunát (válka Džókjú). Tento pokus ale dopadl pro císaře špatně, Go-Tobovy jednotky byly poraženy jednotkami šóguna a samurajů a formálně vládnoucí císař Ćúkjó byl zbaven trůnu. Na ten pak usedl Go-Tobův synovec Go-Horikawa. Samotný Go-Toba byl vykázán do exilu na ostrovy Oki (severně od jižní části Honšú), kde v roce 1239 zemřel a byl tam pohřben. Později byly jeho ostatky pohřbeny v Kjótu.
Císař Go-Toba měl během svého života jednu velkou zálibu. Byl totiž velkým milovníkem mečů.

## Potomci
Go-Tobovou manželkou byla císařovna Kudžó Takako. Jeho nejznámějšími potomci jsou princové Tanehito a Morinari, kteří se později stali císaři Cučimikadem a Džuntokuem. Další princové se jmenovali Masanari, Nagahito a Jorihito. Všichni kromě Nagahita byli po válce Džókjú posláni do exilu. Mezi Go-Tobovy potomky patří také dvě princezny: Hiroko a Reiko.

## Éry císařovy vlády
- Džuei
- Genrjaku
- Bundži
- Kenkjú

| Japonští císaři    | Japonští císaři   | Japonští císaři      |
| ------------------ | ----------------- | -------------------- |
| Předchůdce: Antoku | 1183–1198 Go-Toba | Nástupce: Cučimikado |